# 故障者リスト
故障者リスト（こしょうしゃリスト）とは、MLB、NBAなどにおいて、公認の医師により怪我や疾病のために試合出場が困難と診断された選手を登録するリスト。これに登録されることを「故障者リスト入り」と呼ぶ。登録期間中は公式戦に出場できない(競技によっては、登録期間中は練習にも参加できない場合もある)。MLBではInjured list（略称IL）、NBAではInactive Roster、NFLではInjury Reserve（略称IR）と呼ばれる。

## MLB
2018年シーズンまでは故障者リスト（DL:Disabled List）と呼ばれていた。「Disabled」は「傷痍」の意味であるが「身体的障害」の意味も含まれ、障害者の権利擁護団体から要望もあり、混同を避けるために2018-2019オフシーズンから負傷者リスト（IL:Injured List）に呼称変更された。
10日間IL、15日間IL、60日間ILの3種類があり（2017年より10日間ILの規定が新設）、10/15日間ILに登録された選手は、26人枠の人数勘定から除外される。60日間ILに登録された選手は26人枠の人数勘定からも、40人枠の人数勘定からも除外される。これにより登録枠が1つ空き、代替選手を傘下マイナーリーグチームなどから補充することができる。なお、マイナーリーグでは7日間ILと60日間ILの2種類のみ。
その他、以下の規定で運用される。
- IL登録条件
  - 10日間ILには野手のみ登録できる。15日間ILは投手または二刀流選手のみ登録できる[6]。
  - 60日間ILには、40人枠に空きがない場合のみ登録できる。
  - 10/15日間ILに登録中の選手を、60日間ILへ移行することも可能。その逆は不可。
  - ILは、スプリングトレーニング開始からワールドシリーズ終了翌日の5日後まで利用可能。
    - 上記期間終了までに、60日IL登録中の選手は元通り40人枠へ復帰させるか、40人枠から外す措置 (DFAやウェイバー公示) を行う必要がある[7]。

  - 出場停止処分を受けて制限リスト (Restricted List) 入りしている選手はILに登録できず、出場停止処分が終了した後に登録可能になる。またILに登録された選手に出場停止処分が下された場合、復帰の時点から出場停止処分が開始される。
- IL登録中の規定
  - 10/15/60日間それぞれの日数が経過するまで、選手はIL登録状態から復帰（公式戦に出場）できない。一方で、期間経過後も引き続きIL登録状態に留まり続けることは可能。
    - 「マイナー・オプション」が切れた選手や、マイナー降格拒否権を持つ（サービスタイム5年以上）選手は、不調でも事実上マイナー降格（40人枠に残したまま26人枠から外す）させられない。IL登録は、こういった選手の負傷などを契機に、チームが保有権をキープしたままロースターから中長期的に除外し、より有用な選手を昇格させる戦略としても利用されている。
    - ほか、マイナー降格中の選手を一旦アクティブ・ロースターに呼び戻し、即時60日IL登録する事例もみられる。これは、マイナーリーグのILに登録してもMLBの40人枠に空きは発生しないため[8]。

  - シーズン開幕日から、登録日数がカウントされる。このため、例えば2月のスプリングトレーニング中に60日IL登録された場合でも、その選手が公式戦に出場可能となるのは、開幕から60日後。
  - IL登録開始日は、対象選手が最後にMLB公式戦に出場した日の翌日まで遡って適用できる。
  - ILに登録中の選手は、傘下マイナーリーグの公式戦にリハビリを目的として出場する期間が与えられる (Rehab assignment) 。期間は野手20日間まで、投手30日間まで。
  - IL登録中もサービスタイムは加算される。
- そのシーズン中にILに登録されていなかった期間が30日未満の選手は長期負傷選手となり、いかなる場合でもマイナー・オプションを消費しない。

### 他の登録リスト
Paternity List（父性リスト・父親リスト）
2011年シーズンから導入。選手の夫人が子供を出産する際に立ち会う事ができる特別制度で、最大72時間の一時離脱が可能となった。これにより、離脱した選手に代わって一時的にマイナーから選手の補充が可能となっている。適用の第1号はコルビー・ルイスであった。
Concussion List（脳震盪リスト）
2011年シーズンから導入。練習中やプレー中の衝突などにより脳震盪を起こした選手を対象とした7日間の短期故障者リスト。運用ルールは前述の10日間IL/15日間ILと原則同じだが、14日を経過しても復帰できない場合は自動的に10日間IL/15日間ILへの登録状態に移行する。適用の第1号はエリック・アルモンテであった。
Development List（育成リスト）
マイナーリーグ限定の制度。登録には選手およびMLB機構の承認が必要で、40人枠の選手や負傷した選手は登録できない。登録中の選手はチームに帯同してトレーニングを行うことはできるが、マイナーリーグのアクティブ・ロースターからは外れ、公式戦にも出場できない。リストには少なくとも7日間登録される。

## NBA
NBAにおいては、2005-06シーズンまでは、12人のロースターの他に負傷者リストとして3人まで登録することになっていた。リストに入った選手は最低5試合が経過するまでロースターには復帰できなかった。また、リスト登録されている間は試合には出場できないが、練習への帯同は可能であった。
一部のチームは、負傷者リストの乱用により、ルールを悪用し、独立した医学的監視なしに負傷者リストを使用してプレーヤーを隠しておくと有利であると判断したため、負傷者リストは、NBA団体交渉協約(CBA)によりインアクティブ・リスト（非アクティブリスト）に名前が変更された。2005-06シーズン以降、選手が1試合だけ欠場するためには、チップオフ1時間前までに、インアクティブ・リストに入れることができる。インアクティブ・リストには最低1人、最大3人のプレーヤーを入れることができ試合毎に選手の入れ替えが可能になっている。すでに非アクティブリストに3人の負傷したプレーヤーがいるチームで、4人目のプレーヤーが負傷した場合、苦難ルール（ハードシップ・ルール）が適用される。NBA Gリーグに送られたプレーヤーは、チームの非アクティブリストに引き続きカウントされる。

## NFL
NFLにおいては、故障者が出た場合にその選手を故障者リストに登録し、代替要員を登録することが可能である。
リスト登録された選手は53人のロースター枠から外れるが、チームの一員としては確保（リザーブ）される。ただし、一度リストに登録されると、そのシーズンの残りの試合に出場はできず、チーム練習への参加も認められない。言い換えれば、リスト入りした選手には来季のロースター復帰のために治療及びリハビリに専念してもらうことになる。
かつては故障者リスト入りした選手もシーズン中に復帰できた。尚2012-13シーズンより1名に限りIR入りした選手の復帰が認められる。

## 日本での故障者リスト制度
日本のプロ野球においても1992年から1996年まで、故障者リストの制度が設けられていた。
当時はプロ野球各チームの支配下選手登録（70人）を1軍40人・2軍30人に固定し、シーズン開幕時にまずそれを振り分け、シーズン途中に最大5人までの1・2軍の入れ替えを行った他、9月からは1・2軍の枠を外して支配下登録選手であれば誰でもベンチ入り（1試合最大25人）登録（これを「出場選手登録」という）できるようになっていたが、全治までに2ヶ月以上かかってしまう場合は故障者リスト登録され、自動的に1軍選手登録から外して（2軍降格）治療に専念させ、代ってその分から2軍の選手を1軍登録に昇格させることができた。
1997年に1軍40人・2軍30人の振り分けが撤廃されて以降は、支配下登録選手の中から最大28人を出場選手登録し、試合ごとにそのうち最大25人をベンチ入りさせることが出来るシステムとなっており、選手の入れ替えに関しても、抹消後10日間再登録出来ない点を除けば比較的自由度が高いため、故障者リストに該当するような制度は存在しない。その一方、治療に時間を要する故障者を一旦形式的に自由契約とした後「育成選手」として再契約して治療に専念させる形で運用する動きがある。
2007年より故障により出場選手登録を抹消された選手を救済する「故障者選手特例措置」が設けられた。
プロバスケットボールのB.LEAGUEにおいては、「インジュアリーリスト」の名称で設けられ、当リストには2名まで登録される。当リストへ登録された選手は所属との契約は保持されるが、登録から30日間再登録することができず、不可期日以降にクラブの抹消申請を受理されて再登録されることになる。
かつてリンク栃木ブレックスでは独自に「インアクティブ選手」という制度を設けていた。適用されると、登録上は二軍（TGI D-RISE）となるが、練習は一軍に帯同することになっていた。